# Erwin Hochmair
Erwin Hochmair (Vienna, 1940) è un ingegnere elettronico e imprenditore austriaco, ricercatore biomedico nello sviluppo di impianti cocleari.
È professore presso l'Istituto di Fisica Sperimentale dell'Università di Innsbruck dal 1986. In qualità di autore o coautore ha pubblicato più di 100 articoli tecnici e detiene circa 50 brevetti.
È fondatore e proprietario di MED-EL, azienda pioniera nella ricerca biomedica.

## Biografia
Tra il 1964 ed il 1967 consegue la laurea e il dottorato in ingegneria elettronica presso l'Università tecnica di Vienna. Dal 1965 insegna presso l'istituto di Fisica Elettronica della stessa università tenendo corsi sui circuiti integrati e sulla progettazione di circuiti elettronici.
Dal 1970 al 1972 lavora presso il Marshall Space Flight Center della NASA, in qualità di ricercatore associato, per lo sviluppo di circuiti analogici integrati in tecnologia CMOS.. Nel 1979 diviene professore associato presso la Stanford University.

### Impianti cocleari
Nel 1975, il Consiglio delle Ricerche austriaco ha concesso a Hochmair un finanziamento del valore di 110.000 scellini (circa 11.000 dollari statunitensi) per sviluppare un orecchio bionico.
Erwin Hochmair, con l'aiuto della moglie Ingeborg Hochmair, anch'essa ingegnere elettronico, progettò un dispositivo in grado di stimolare le fibre del nervo acustico in alcune aree della coclea. Diversamente dall'impianto progettato da William F. House capace di stimolare la coclea solamente in un punto.
Costruirono un elettrodo intra-cocleare multicanale, di cui progettarono tutte le parti elettroniche impiantabili, ed esterne, per la trasmissione transcutanea, la codifica e la decodifica dei circuiti e l'elettronica di controllo dell'elettrodo di stimolazione, cercando di ridurne il consumo energetico.
Il 16 dicembre 1977, venne impiantato il primo dispositivo microelettronico multicanale al mondo.
Nel 1989 i coniugi Hochmair hanno fondato MED-EL, azienda produttrice di impianti cocleari.

## Premi
Hochmair ha ricevuto il premio Best Paper Award alla conferenza internazionale IEEE sui circuiti integrati nel 1977 ed il premio Erwin Schrödinger dell'Accademia Austriaca delle Scienze nel 2003.
Ha conseguito una laurea honoris causa in Medicina dall'Università tecnica di Monaco nel 2004  e ha ricevuto il premio Holzer dall'Università tecnica di Vienna.